# Стево Мирјанић
Стево Мирјанић (Романовци код Градишке, 16. децембар 1945) српски је универзитетски професор и политичар. По образовању је доктор наука из области руралног развоја и економике пољопривреде. Садашњи је члан Сената Републике Српске. Бивши је министар пољопривреде, шумарства и водопривреде Републике Српске.

## Биографија
Рођен је 1945. у Романовцима код Градишке. Пољопривредни факултет у Сарајеву је завршио 1971, магистрирао 1978, и докторирао 1984. године. Био је члан Савезног извршног вијећа Социјалистичке Федеративне Републике Југославије и Министар секретар за пољопривреду, шумарство и водопривреду СФРЈ у периоду 1988—1992, те предсједник Савјета за аграрну политику Савезне Владе СФРЈ. На аутопуту код Славонског Брода 21. јула 1991. био је претучен на контролном пункту хрватске полиције. Био је предсједник УО Института за проучавање љековитог и ароматичног биља 
„Јосиф Панчић“ у Београду. Радио је као директор Пољопривредне банке, Агробанке у Београду, у периоду 1992—2004. Члан је комисије за рурални развој Републике Српске. Сарадник је агрономског часописа Агрознање из Бањалуке. Постао је сенатор Републике Српске у другом сазиву Сената 2009. године.